# Jadwisin (Legionowo)
Pour les articles homonymes, voir Jadwisin.
Jadwisin (prononciation : [jadˈviɕin]) est un village polonais de la gmina de Serock dans le powiat de Legionowo de la voïvodie de Mazovie dans le centre-est de la Pologne.
Il se situe à environ 5 kilomètres au sud-ouest de Serock (siège de la gmina), 13 kilomètres au nord-est de Legionowo (siège du powiat) et à 30 kilomètres au nord de Varsovie (capitale de la Pologne).
Le village possède approximativement une population de 1 000 habitants.

## Histoire
De 1975 à 1998, le village appartenait administrativement à la voïvodie de Varsovie.